# Back Home Again (canción)
«Back Home Again» es una canción compuesta e interpretada por el cantautor estadounidense John Denver. Fue publicada en septiembre de 1974 como el segundo sencillo de su álbum del mismo nombre.

## Recepción de la crítica
Un escritor no especificado de la revista Cash Box declaró: “Esta canción tranquila y suave, con algunos arreglos finos de Lee Holdridge, definitivamente obtendrá una reproducción inmediata y una respuesta del oyente”. Un escritor no especificado de Record World escribió: “El sonido countrypolitan de Colorado debería encajar perfectamente en las ranuras de los programadores. Denver le canta una dulce melodía a su bebé en el rancho y le dice lo contento que está de volver a casa después de salir de la carretera”.

## Lista de canciones
7-inch single – RCA PB-10065
1. «Back Home Again» (John Denver) – 4:42
2. «It's Up to You» (Steve Weisberg) – 2:26

## Créditos y personal
Créditos adaptados desde las notas de álbum de Back Home Again.
Músicos
- John Denver – voz principal y coros, guitarra, guitarra de doce cuerdas
- John Sommers – guitarra líder, coros
- Dick Kniss – bajo eléctrico
- Steve Weisberg – dobro, coros
- Hal Blaine – percusión

Personal técnico
- Milton Okun – productor
- Kris O'Connor – productor asistente
- Lee Holdridge – arreglos orquestales
- Mickey Crofford – ingeniero de audio
- Artie Togersen – ingeniero asistente
- Richard Simpson – masterización

## Posicionamiento

### Gráfica semanal
| Gráfica (1974)                                 | Pico de posición |
| ---------------------------------------------- | ---------------- |
| Australia (Kent Music Report)                  | 20               |
| Canadá (RPM Top Singles)                       | 10               |
| Canadá (RPM Pop Music Playlist)                | 1                |
| Canadá (RPM Country Playlist)                  | 1                |
| Estados Unidos (Billboard Hot 100)             | 5                |
| Estados Unidos (Billboard Easy Listening)      | 1                |
| Estados Unidos (Billboard Hot Country Singles) | 1                |
| Sudáfrica (Springbok Radio)                    | 10               |

### Gráfica de fin de año
| Gráfica (1975)                | Pico de posición |
| ----------------------------- | ---------------- |
| Australia (Kent Music Report) | 91               |